# Garden City (Colorado)
Garden City es un pueblo ubicado en el condado de Weld en el estado estadounidense de Colorado. En el Censo de 2010 tenía una población de 234 habitantes y una densidad poblacional de 799,54 personas por km².

## Geografía
Garden City se encuentra ubicado en las coordenadas 40°23′41″N 104°41′22″O / 40.39472, -104.68944. Según la Oficina del Censo de los Estados Unidos, Garden City tiene una superficie total de 0.29 km², de la cual 0.29 km² corresponden a tierra firme y (0%) 0 km² es agua.

## Demografía
Según el censo de 2010, había 234 personas residiendo en Garden City. La densidad de población era de 799,54 hab./km². De los 234 habitantes, Garden City estaba compuesto por el 69.23% blancos, el 0% eran afroamericanos, el 2.99% eran amerindios, el 0.43% eran asiáticos, el 0% eran isleños del Pacífico, el 25.64% eran de otras razas y el 1.71% pertenecían a dos o más razas. Del total de la población el 66.24% eran hispanos o latinos de cualquier raza.